# Édouard Cortès
Edouard Léon Cortès (1882–1969) fue un pintor francés post-impresionista de ascendencia francesa y española. Es conocido como "Le Poète Parisien de la Peinture" o "el Poeta parisino de la pintura" debido a sus muchas pinturas del paisaje de la ciudad de París, en diferentes estaciones del año y con variada iluminación.

## Vida personal
Nació el 6 de agosto de 1882, en Lagny-sur-Marne, (aproximadamente veinte millas al este de París) en el seno de una familia de artistas, su padre Antonio Cortés (Sevilla,1827 - Lagny, 1908) fue un exitoso pintor, que incluso llegó a desempeñarse como tal para la corte real de España. Su tío paterno Andrés Cortés y sus hermanos André y Jeanne Marie también fueron pintores.
Su certificado de nacimiento declara el nombre Èdouard Leon Cortès, pero a la edad de seis semanas fue bautizado como Henri Èdouard Cortès. Si bien usó este nombre durante varios años, (incluso firmó sus primeros trabajos como Henri, Henri Èdouard o Èdouard H.) luego de la muerte de su padre en 1908 volvió a usar su primer nombre; Èdouard. Después de 1910 firmó sus pinturas como Èdouard Cortès, Ed Cortès o simplemente E. Cortès.
En 1914 Cortès contrajo matrimonio con Fernande Joyeuse, con quien  tuvo una hija, Jacqueline Simone, en 1916. La representación de una mujer con un niño se repite a través de su trabajo; una posible referencia a su esposa e hija, Joyeuse y Jacqueline.
A pesar de ser un pacifista, cuando los conflictos de la Primera Guerra Mundial llegaron a su pueblo nativo, fue obligado a enlistarse en un regimiento de Infantería francesa a la edad de 32 años. Enviado al frente, Cortès fue herido por una bayoneta, y a causa de estos eventos y se le otorgó el Croix de Guerre. Después de su recuperación fue reasignado para aprovechar su talento artístico en el dibujo de posiciones enemigas en el campo de batalla. Más tarde en su vida, sus convicciones le hicieron rechazar la Légion d'Honneur del Gobierno francés. En 1919  fue desmovilizado.
Su mujer murió en 1918, y al año siguiente se casó con su cuñada, Lucienne Joyeuse.
Cortès vivió una vida sencilla entre un círculo cercano de amigos. Murió el 26 de noviembre de 1969 en Lagny. Una calle fue nombrada en su honor.

## Historia como pintor
Nacido en una familia de pintores, fueron su padre y su hermano mayor los que le dieron sus primeras lecciones en el arte. En 1898 a los 16 años, exhibió su primera obra en la Société des Artistes Français, la obra se tituló "Le labour", la cual retrata a un granjero conduciendo a sus caballos a través del campo. La temática del paisaje campestre en sus primeras obras se cree fue influencia del trabajo de su padre Antonio. La obra fue bien recibida por la crítica y le dio una buena reputación al pintor en Paris. Fue firmada en la esquina inferior derecha "E. Cortes".
Sus trabajos fueron exhibidos por primera vez en Estados Unidos en 1945 y posteriormente consiguió incluso éxitos más grandes. Durante los primeros años del siglo XX su obra alcanzó la fama internacional gracias a sus prolíficos trabajos que retratan escenas de la ciudad de París, ciudad a la cual pintó durante diferentes estaciones, climas e iluminación a través de 60 años. En una entrevista de 1965 Cortès declaró que en Estados Unidos había más de 400 obras falsificadas con su firma. En su último año de vida fue condecorado con el prestigioso premio Prix Antoine-Quinson del Salon de Vincennes.

## Pinturas perdidas y robadas
El 30 de noviembre del año 2000, cuatro pinturas de Cortès fueron recuperadas en Kalispell, Montana, después de una investigación de ocho meses a cargo de la división de San Francisco del FBI. Las pinturas recuperadas fueron robadas en 1988 durante un atraco a la Simic Gallery en Carmel, California.
En el año 2008, una pintura perdida de Cortés en la que se retrata la escena de una calle parisina fue descubierta entre objetos donados en una tienda de conveniencia de Goodwill Industries. Después de la alerta dada por un funcionario que se percató de la originalidad de la pintura, la misma fue subastada por  $40,600 (US) en Sotheby's. En 2019, un trabajo inédito, "Place de la Republique en Soir" fue descubierto en Paris.